# Preussiska statsarkivet

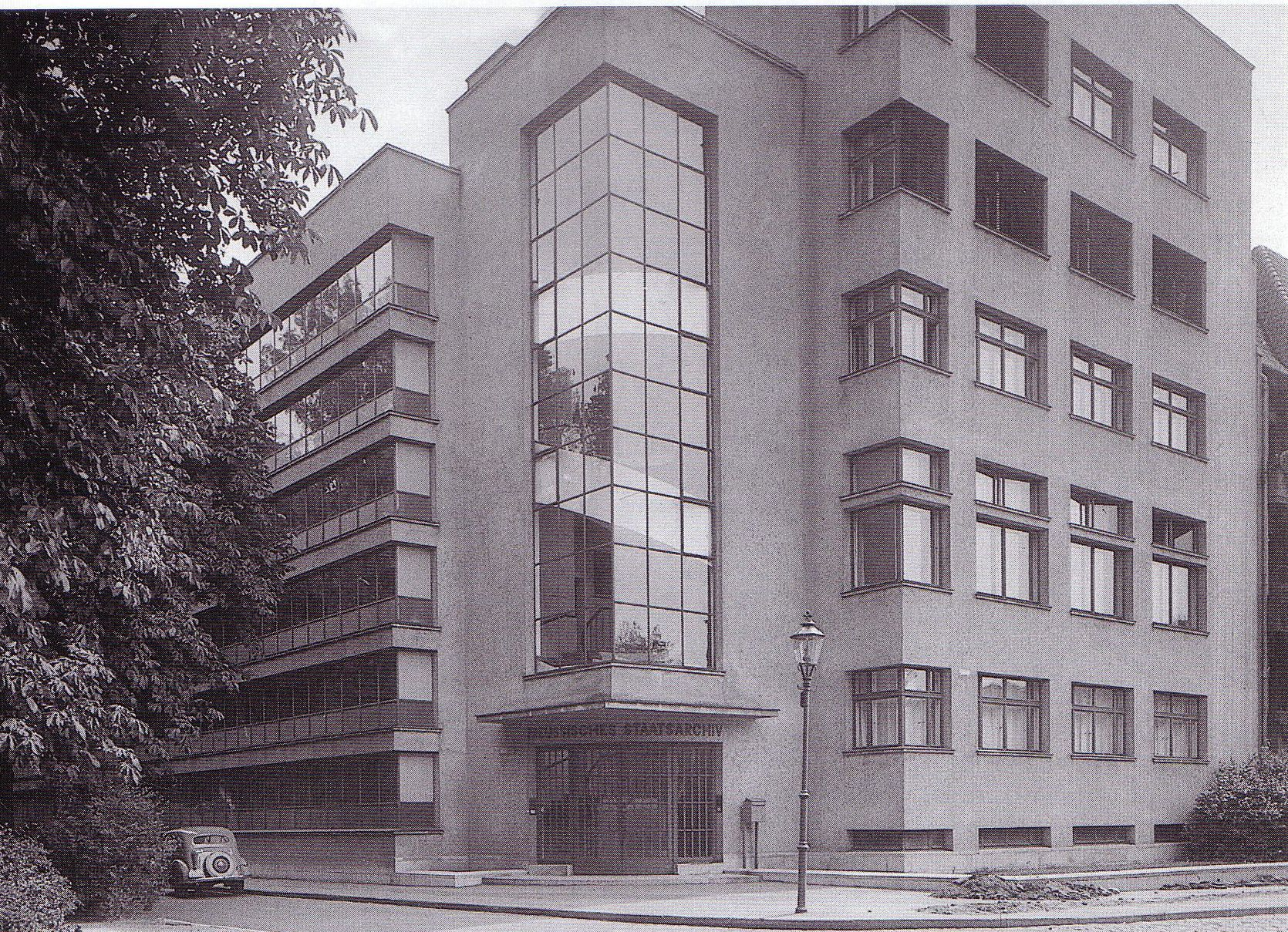
Prussian State Archive in Mittelhufen

Preussiska statsarkivet (tyska: Preußisches Staatsarchiv Königsberg) var en arkivinstitution i Königsberg.
Preussiska statsarkivet bevarade arkivalier från Tyska orden, hertigen av Preussen och handlingar från Ostpreussen. Arkivet återfinns idag i Berlin. I århundraden fanns arkivet den äldsta delen av Königsbergs slott, i den nordvästra flygeln. De första vetenskapliga arkivarierna var Karl Faber och Ernst Hennig. Den sista arkivföreståndaren var Max Hein. Huvuddelen av handlingarna evakuerades före andra världskriget och bevarades i en gruva i Grasleben. Brittiska trupper förde dem till slottet i Goslar. Åren 1953–1979 förvarades samlingarna i Göttingen. 1979 överfördes arkivet till Berlin.